# Ischemie

vaskulární ischemie

Ischemie, obecně vzato, označuje místní nedokrevnost určité tkáně nebo orgánu, což vede k jejímu poškození nebo odumření.
Ischemii způsobuje především nedostatek kyslíku (hypoxie), následně pak nedostatek živin, což vede k nahromadění škodlivých látek (odpadních produktů).
Ucpání tepny, která do tkáně nebo do orgánu přivádí kyslík a živiny, může probíhat několika druhy:
- spasmus – dočasné ucpání tepny
- trombóza – vznik krevní sraženiny v místě ucpání
- embolie – akutní ucpání tepny materiálem připlaveným krevním řečištěm

Velmi častou příčinou spasmu a vzniku trombů je ateroskleróza. Embolii můžeme podle charakteru vmeteného materiálu dělit na trombembolii, kdy je vmetena krevní sraženina pocházející z jiného místa organismu, tukovou embolii, kdy je vmetena násilím poškozená tuková tkáň, nebo např. nádorovou embolii, kdy je vmetána drť nádorové tkáně.

## Dělení ischemií
- Ischemická choroba dolních končetin (ICHDK)
- Ischemická choroba horních končetin (ICHHK)
- Ischemická choroba ledvin (ICHL)
- Ischemická choroba srdeční (ICHS)
- Ischemie mozku
- ischemická náhlá příhoda břišní, kdy dochází k akutní ischemii střev

Léčba probíhá na základě druhu ischemie, pro každou ischemii platí odlišná léčba.

## Ischemie jako fáze menstruačního cyklu
Ischemie děložní sliznice vyvolaná vyplavením hormonu oxytocinu během tzv. ischemické fáze zahajuje menstruační cyklus. Následně nedokrvená děložní sliznice odumírá a uvolňuje se, což je vlastní menstruace.